# Brian Kelly (attore)
Brian Kelly (Detroit, 14 febbraio 1931 – Voorhees, 12 febbraio 2005) è stato un attore statunitense.

## Biografia
Kelly nacque a Detroit, nel Michigan, figlio dell'ex governatore Harry F. Kelly, con tre sorelle e due fratelli, uno dei quali identico a lui. Fu marine durante la guerra di Corea e si laureò nel 1953 all'Università di Notre Dame a South Bend (Indiana); frequentò per un anno l'University of Michigan Law School ad Ann Arbor, prima di dedicarsi alla recitazione.
Apparve occasionalmente nelle serie televisive Avventure in paradiso, The Beverly Hillbillies, the Rifleman, recitando inoltre nel ruolo maggiore nelle due serie 21 Beacon Street e Straightaway. Nel 1964 impersonò Porter Ricks in Flipper contro i pirati e nella serie Flipper. Nel 1970, prima delle riprese del film La macchina dell'amore, rimase paralizzato al braccio destro e ad una gamba a causa di un incidente in moto, vedendosi costretto a interrompere la sua carriera di attore. Il suo ruolo nel film venne rilevato da John Phillip Law.
Nel 1962 Kelly sposò l'attrice Laura Devon, da cui si separò quattro anni dopo. Nel 1972 sposò Valerie Ann Romero, da cui ebbe una figlia, Hallie, e un figlio, Devin. Kelly è morto di polmonite a Voorhees, nel New Jersey, il 12 febbraio 2005.

## Filmografia

### Cinema
- Thunder Island, regia di Jack Leewood (1963)
- Flipper contro i pirati (Flipper's New Adventure), regia di Leon Benson (1964)
- I conquistatori degli abissi (Around the World Under the Sea), regia di Andrew Marton (1966)
- Spara, Gringo, spara, regia di Bruno Corbucci (1968)

### Televisione
- Panico (Panic!) – serie TV, episodio 2x12 (1958)
- Flight – serie TV, episodio 1x35 (1959)
- 21 Beacon Street – serie TV, 11 episodi (1959)
- Avventure in paradiso (Adventures in Paradise) – serie TV, 1 episodio (1959)
- Insight – serie TV, 1 episodio (1960)
- Straightaway – serie TV, 26 episodi (1961-1962)
- The Beverly Hillbillies – serie TV, 2 episodi (1963)
- Flipper – serie TV, 88 episodi (1964-1967)
- Berlin Affair, regia di David Lowell Rich (1970) – film TV
- Professione: killer (Company of Killers), regia di Jerry Thorpe (1971) – film TV
- Drives Hards, Drive Fast, regia di Douglas Heyes (1973) – film TV